# Retvizan (couraçado)
O Retvizan (Ретвизан) foi um couraçado pré-dreadnought inicialmente operado pela Marinha Imperial Russa. Sua construção começou em julho de 1899 nos estaleiros norte-americanos da William Cramp & Sons na Filadélfia e foi lançado ao mar em outubro do ano seguinte, sendo comissionado na frota russa em março de 1902. Era armado com uma bateria principal composta por quatro canhões de 305 milímetros montados em duas torres de artilharia duplas, tinha um deslocamento normal de quase treze mil toneladas e alcançava uma velocidade máxima de dezoito nós.
O Retvizan brevemente serviu na Frota do Báltico antes de ser enviado no final de 1902 para a China. A Guerra Russo-Japonesa começou em fevereiro de 1904 e o navio encalhou depois de ser torpedeado na Batalha de Porto Artur. Foi reflutuado e reparado em tempo para participar em agosto da Batalha do Mar Amarelo, quando os russos enfrentaram uma força de couraçados japoneses em uma tentativa fracassada de escaparem para Vladivostok. A embarcação acabou afundada no porto pela artilharia japonesa em 6 de dezembro nos estágios finais do Cerco de Porto Artur.
Os japoneses capturaram o couraçado depois da rendição de Porto Artur em janeiro de 1905, reparando-o e o comissionando na Marinha Imperial Japonesa em novembro de 1908 como Hizen (肥前). Ele foi enviado para a América depois do início da Primeira Guerra Mundial à procura de embarcações alemães, enquanto em 1918 deu apoio para a intervenção dos Aliados na Guerra Civil Russa. Foi reclassificado em 1921 como um navio de defesa de costa e tirado de serviço em setembro 1923, sendo afundado como alvo de tiro no Canal de Bungo em 25 de julho de 1924.

## Antecedentes
O imperador Nicolau II da Rússia desejava desde sua ascensão ao trono em 1894 que seu país adquirisse um porto de águas quentes no Oceano Pacífico. Ele finalmente alcançou esta ambição em março de 1898 quando a Rússia assinou com a China uma concessão de 25 anos de Porto Artur, na Península de Liaodong. O Japão tinha anteriormente anexado o porto e seus arredores como parte do tratado que havia concluído a Primeira Guerra Sino-Japonesa, porém a Intervenção Tripla de Rússia, França e Alemanha os forçaram a devolver o porto em troca de um aumento considerável da indenização paga pelos chineses. O Japão investiu boa parte desse dinheiro na expansão de sua frota, enquanto a Rússia iniciou um grande programa de construção próprio para defender seu porto recém-adquirido.
Os estaleiros russos já estavam na época em capacidade máxima, assim o Ministério Naval decidiu encomendar navios no exterior. Charles Henry Cramp, o dono dos estaleiros da William Cramp & Sons nos Estados Unidos, já tinha um relacionamento com a Marinha Imperial Russa desde o final da década de 1870, quando sua empresa construiu alguns cruzadores auxiliares. A William Cramp & Sons também tinha reparado vários navios russos que visitaram os Estados Unidos em 1893, com Cramp cultivando os contatos que fez na Marinha Imperial no decorrer da década de 1890. Consequentemente, ele estava em uma posição ideal para construir um couraçado para os russos.

## Desenvolvimento
O Comitê Técnico Naval começou entre o final de 1897 e início de 1898 os trabalhos preliminares de projeto para um couraçado que tinha a intenção de ser um igual aos couraçados japoneses mais recentes. O deslocamento foi limitado a 12,2 mil toneladas por motivos econômicos. O projeto teve como base a predecessora Classe Peresvet, com a intenção sendo uma velocidade de dezoito nós (33 quilômetros por hora) com duas hélices e uma autonomia de cinco mil milhas náuticas (9,3 mil quilômetros) a uma velocidade de cruzeiro de dez nós (dezenove quilômetros por hora). O Ministério Naval tinha a intenção de realizar uma competição internacional por projetos, com as embarcações também sendo construídas no exterior.
Os contatos de Cramp o mantiveram informado sobre as intenções dos russos e ele viajou para São Petersburgo em março de 1898 a fim de oferecer seus serviços e experiência. Ele inicialmente ofereceu projetos norte-americanos, incluindo uma versão aprimorada do USS Iowa, pois este era relativamente próximo das especificações desejadas, porém os russos preferiram seus próprios projetos. Os dois lados entraram em acordo e o projeto final acabou baseado no Kniaz Potemkin Tavricheski. O novo navio tinha quatro canhões de 152 milímetros a menos, porém mais comprido, com o dobro da capacidade de carvão para melhorar a autonomia e mais estreito para alcançar uma velocidade mais alta. O contrato foi assinado em 23 de abril de 1898 pelo preço de 4,36 milhões de dólares. O cruzador protegido Varyag foi encomendado junto com o couraçado.

## Projeto

### Características

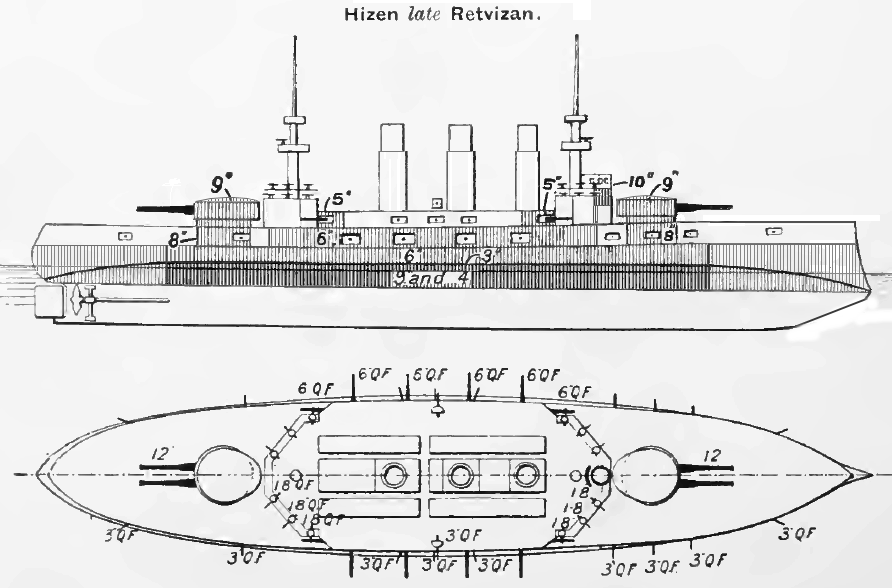
Desenho do Retvizan

O Retvizan tinha 116,5 metros de comprimento da linha de flutuação e 117,9 metros de comprimento de fora a fora, uma boca de 22 metros e um calado de 7,6 metros. Seu deslocamento normal era de 12 985 toneladas. Seu casco era subdividido em catorze anteparas estanques transversais, também tendo uma única antepara longitudinal na linha central da embarcação que dividia a sala de máquinas ao meio. O couraçado foi construído com um fundo duplo que também se estendia nas laterais até a extremidade inferior do convés blindado. Sua altura metacêntrica era de um metro. Sua tripulação era formada por 23 oficiais e 722 marinheiros.
Seu sistema de propulsão era composto por dois motores verticais de tripla expansão com três cilindros que tinham uma potência indicada de 16 225 cavalos-vapor (11 930 quilowatts). A Marinha Imperial preferia usar caldeiras do tipo Belleville, mas Cramp pressionou pelo uso de caldeiras Niclausse, principalmente porque ele era o agente estadunidense delas, recebendo o apoio do general-almirante grão-duque Aleixo Alexandrovich. Vinte e quatro caldeiras Niclausse proporcionavam o vapor necessário para os motores funcionando a uma pressão de dezoito atmosferas (1 824 quilopascais). Seus motores produziram 17 111 cavalos-vapor (12 760 quilowatts) durante seus testes marítimos para uma velocidade de 17,99 nós (33,3 quilômetros por hora), uma fração abaixo da velocidade de dezoito nós estabelecida em contrato. Cramp mentou e afirmou que o navio alcançou 18,01 nós para evitar sofrer quaisquer penalidades contratuais. As hélices foram ajustadas depois do Retvizan chegar na Rússia e o navio foi capaz de superar os dezoito nós. Transportava normalmente um carregamento de mil toneladas de carvão, o que proporcionava uma autonomia de 4,9 mil milhas náuticas (9,1 mil quilômetros) a dez nós (dezenove quilômetros por hora). Com um carregamento máximo de duas mil toneladas, a autonomia aumentava para oito mil milhas náuticas (quinze mil quilômetros) na mesma velocidade.

### Armamento
O armamento foi construído pela fábrica da Obukhov na Rússia e enviado para os Estados Unidos. A bateria principal consistia em quatro canhões calibre 40 de 305 milímetros montados em duas torres de artilharia duplas operadas eletricamente. As armas podiam elevar até quinze graus e abaixar até cinco graus negativos. Cada canhão tinha um carregamento de 77 projéteis e uma cadência de tiro de um disparo a cada oitenta a noventa segundos. Disparavam um projétil de 330 quilogramas a uma velocidade de saída de 790 metros por segundo para um alcance máximo de onze quilômetros. A bateria secundária era composta por oito canhões Canet Padrão 1892 calibre 45 de 152 milímetros montados em casamatas no convés principal, mais outros quatro no convés superior. Disparavam projéteis de 41,4 quilogramas a uma velocidade de saída de oitocentos metros por segundo. A cadência de tiro era de três a quatro disparos por minuto com um alcance máximo era de onze quilômetros. Cada arma tinha duzentos projéteis.
Era equipado com várias armas menores para defesa contra barcos torpedeiros. Haviam vinte canhões Canet Padrão 1892 de 75 milímetros, catorze dos quais em embrasuras no convés principal e os outros seis no convés superior, entre as casamatas de 152 milímetros. Cada arma tinha 325 projéteis. Disparavam projéteis de 4,9 quilogramas a uma velocidade de saída de 820 metros por segundo para um alcance máximo de 6,4 quilômetros. A cadência de tiro ficava entre doze e quinze disparos por minuto. Também haviam 24 canhões Hotchkiss de 47 milímetros, quatro em cada gávea e oito nas extremidades da superestrutura. Disparavam um projétil de 1,5 quilograma a uma velocidade de saída de 650 metros por segundo. Por fim, haviam seis canhões Hotchkiss de 37 milímetros nas asas da ponte. Disparavam projéteis de quinhentas gramas a uma velocidade de saída de 470 metros por segundo. O Retvizan ainda tinha seis tubos de torpedo de 381 milímetros. Quatro ficavam acima da linha de flutuação, um na proa e outro na popa, e um em cada lateral à ré. Os tubos submersos ficavam um em cada lateral à vante. Dezessete torpedos eram carregados. Também podia levar 45 minas navais.
O couraçado era equipado com telêmetros estadiamétricos Liuzhol que usavam o ângulo entre dois pontos verticais em um navio inimigo, geralmente a linha de flutuação e o cesto de gávea, para estimar a distância para o alvo. O oficial de artilharia consultava suas referências para determinar a distância e calculava a elevação e desvio adequados para se acertar o alvo. Ele transmitia seus dados para cada canhão ao torre por meio de sistema de transmissão de controle de disparo eletromecânico Geisler.

### Blindagem
A blindagem do Retvizan era feita de aço Krupp e pesava ao todo 3 353 toneladas, equivalendo a 25,8 por cento do deslocamento total do navio. A maior parte da blindagem foi fabricada nos Estados Unidos, mas um contrato para a blindagem do convés foi concedido para uma empresa na Rússia em 6 de janeiro de 1899. O cinturão principal de blindagem tinha uma espessura máxima de 229 milímetros e diminuía para 127 milímetros na extremidade inferior. Tinha 78 metros de comprimento e 2,1 metros de altura, dos quais noventa centímetros ficavam acima da linha de flutuação. Havia um cinturão superior de 152 milímetros de espessura com o mesmo comprimento que o principal e com 2,3 metros de altura. Placas de 51 milímetros protegiam as extremidades da embarcação com uma altura igual às alturas dos cinturões principal e superior combinadas. Anteparas transversais de 178 milímetros ficavam em cada extremidade do cinturão. A blindagem das casamatas inferiores tinha 127 milímetros, com cada arma sendo separada por uma parede de 38 milímetros. A blindagem das casamatas superiores tinha placas de 127 milímetros com escudos semicirculares de 38 milímetros.
A frente e as laterais das torres de artilharia tinham 229 milímetros, enquanto seus tetos tinham 51 milímetros. Ficavam em cima de barbetas com 203 milímetros de espessura acima do convés principal, diminuindo para 102 milímetros abaixo. A torre de comando e seu tubo de comunicação tinham paredes de 254 milímetros. A blindagem do convés acima da cidadela central ficava no mesmo nível que o topo do cinturão principal e inclinava-se para baixo a fim de encontrar com a extremidade inferior do cinturão. Tinha 51 milímetros de espessura reto e 64 milímetros inclinado. À vante e ré da cidadela a espessura do convés aumentava para 76 milímetros e reforçava a proa de rostro.

## História

### Construção

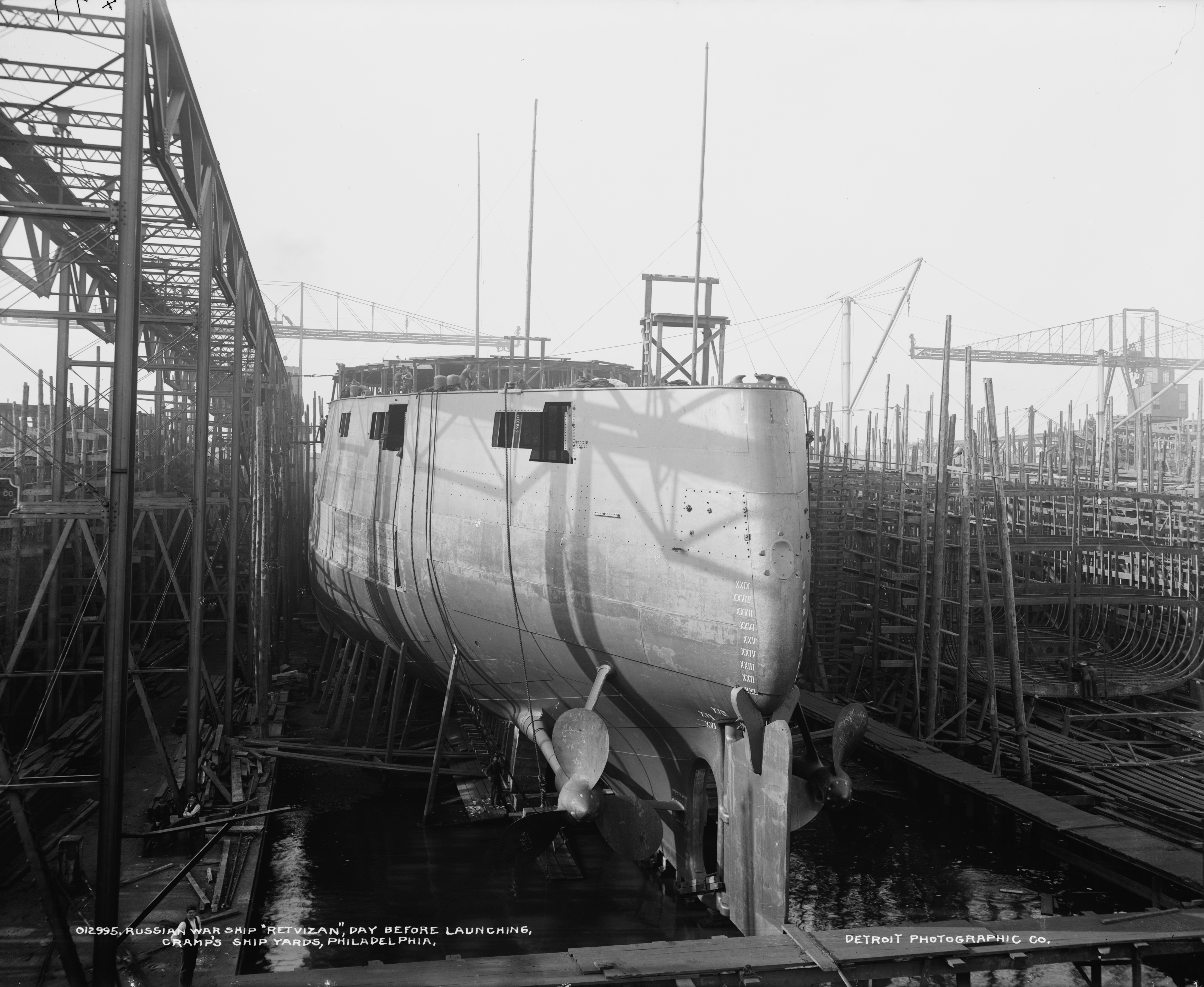
O Retvizan em 22 de outubro de 1900, um dia antes de seu lançamento

O Retvizan foi nomeado em homenagem ao navio de linha sueco Rättvisan, capturado pelos russos na Batalha da Baía de Viburgo em 1790. Foi encomendado em 2 de maio de 1898 para ser entregue em trinta meses. O desenho detalhado de projeto foi enviado para São Petersburgo no final de 1898 para aprovação e os trabalhos no navio começaram por volta da mesma época, porém seu batimento de quilha oficial só ocorreu em 29 de julho de 1899, sob o número de construção 300. As obras foram adiadas por uma greve dos trabalhadores do estaleiro em agosto, só sendo retomadas no início de 1900. Outros adiamentos ocorreram por causa de diferenças nas técnicas de construção norte-americanas e russas e pela insistência do Ministério Naval de aprovar quaisquer mudanças de projeto, mesmo com uma comissão russa tendo sido enviada para a Filadélfia com o objetivo de supervisionar a construção.
Seu armamento chegou na Filadélfia sem os cabos elétricos e com a documentação incompleta, forçando os eletricistas do estaleiro a resolverem as coisas sozinhos, algo que fez Cramp cobrar cinquenta mil dólares a mais. O Retvizan foi lançado ao mar em 23 de outubro de 1900 e seus testes de aceitação ocorreram em outubro de 1901. Os testes foram bem-sucedidos, mas revelaram um trabalho incompleto por parte do estaleiro que precisou ser finalizado antes do último pagamento ocorrer. Mais trabalhos eram necessários nos armamentos, porém isto precisou esperar até que o navio chegasse na Rússia. O couraçado foi aceito em 23 de março de 1902, sendo colocado sob o comando do capitão de 1ª patente Eduard Schensnovich, que permaneceu como seu oficial comandante durante todo seu serviço russo.
O Retvizan deixou os Estados Unidos e partiu para o Mar Báltico em 13 de maio de 1902, parando no caminho para reabastecer em Cherbourg na França. Um tubo de uma de suas caldeiras estourou em 14 de junho, queimando seriamente seis foguistas, três deles fatalmente. Chegou na Rússia e pouco depois recebeu um equipamento de rádio, participando em agosto de uma revista naval em Reval em homenagem a uma visita do imperador Guilherme II da Alemanha. Mais tarde no mesmo mês testou um sistema experimental de reabastecimento de carvão no mar; este foi considerado um sucesso, mas o equipamento de reabastecimento foi pouco depois removido. O couraçado partiu para Porto Artur em 13 de novembro de 1903 na companhia do couraçado Pobeda e dos cruzadores protegidos Diana, Pallada e Bogatyr, chegando em 4 de maio de 1904.

### Guerra Russo-Japonesa

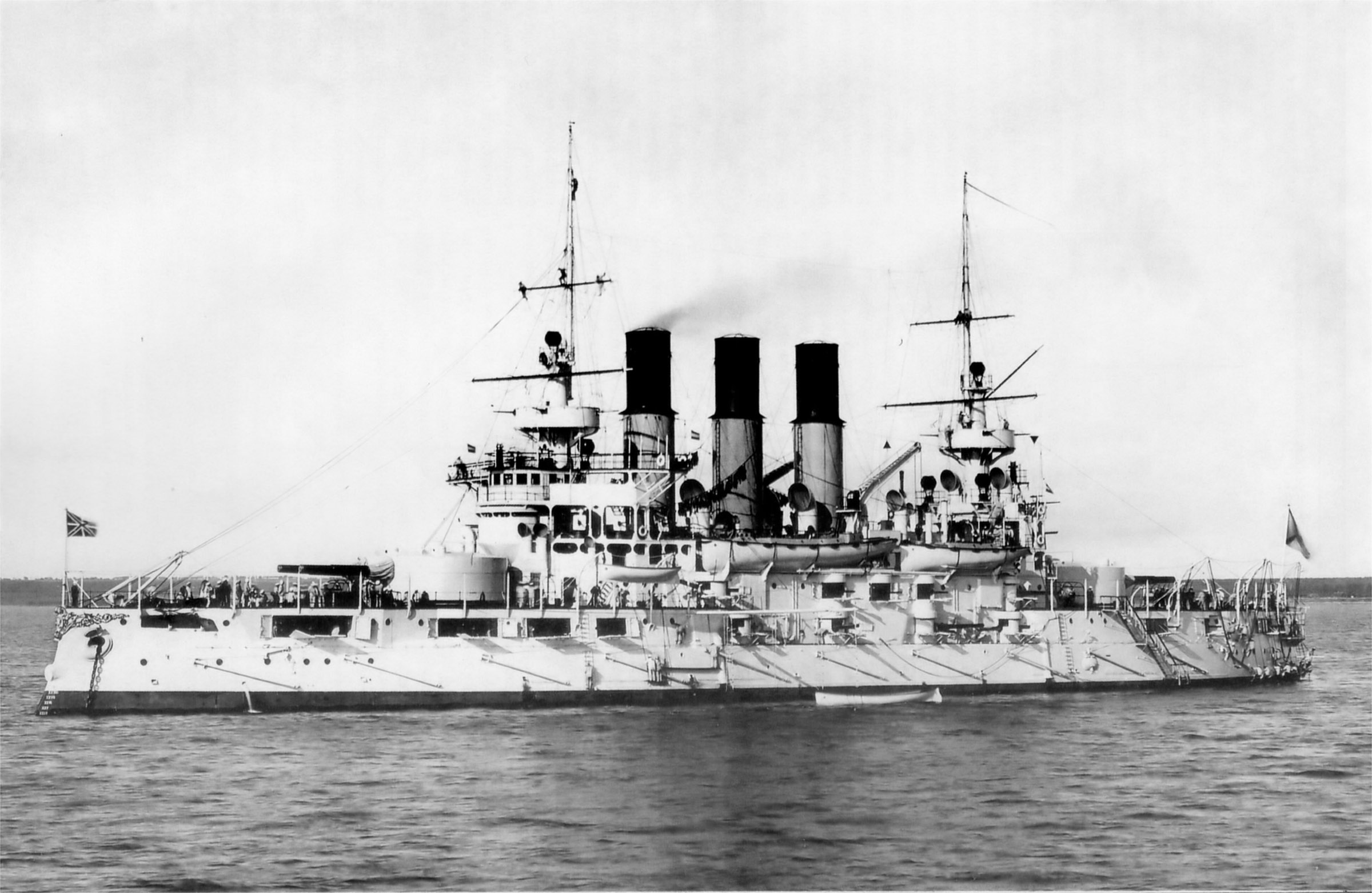
O Retvizan em Kronstadt em 1902

Tanto a Rússia quanto o Japão, após a vitória japonesa na Primeira Guerra Sino-Japonesa em 1895, tinham ambições sobre a Manchúria e Coreia, resultando em tensões cada vez maiores entre os dois países. Os japoneses iniciaram em 1901 negociações para reduzir essas tensões, porém o governo russo foi lento e incerto em suas respostas porque ainda não tinha decidido exatamente como resolver a questão. O Japão interpretou isso como uma prevaricação deliberada por parte da Rússia a fim de ganhar tempo para completar seus programas armamentistas. A situação foi piorada pelo fato de tropas russas não terem deixado a Manchúria em 1903 como prometido. O ponto sem volta para os japoneses ocorreu quando notícias surgiram que a Rússia tinha recebido concessões madeireiras na Coreia e estava se recusando a reconhecer os interesses do Japão na Manchúria, ao mesmo tempo que também colocava condições sobre atividades japonesas na Coreia. Estas ações fizeram o governo japonês decidir em dezembro de 1903 que uma guerra era inevitável. A Esquadra do Pacífico, enquanto as tensões cresciam, começou a atracar do lado de fora de Porto Artur durante a noite a fim de reagir mais rapidamente caso os japoneses tentassem invadir e desembarcar tropas na Coreia.

#### Porto Artur
Os japoneses realizaram um ataque surpresa contra a Esquadra do Pacífico na noite de 8 para 9 de fevereiro de 1904. O Retvizan estava de serviço naquela noite com seus holofotes ligados e foi alvo de muitos torpedos lançados por barcos torpedeiros. Foi acertado uma vez a bombordo por um torpedo que abriu um buraco de vinte metros quadrados no casco. Cinco tripulantes do compartimento dos torpedos foram mortos e toda a energia elétrica do navio foi derrubada. Aproximadamente 2,2 mil toneladas de água entraram, o bastante para criar um adernamento de onze graus, reduzido depois para cinco graus por meio de contra-inundações. Uma vela foi usada para cobrir o buraco e o couraçado correu para se proteger no porto interior. A água que tinha entrado aumentou seu calado o suficiente para que encalhasse na entrada do porto. O Retvizan só foi reflutuado em 8 de março, mas mesmo assim em 23 e 24 de fevereiro ele defendeu o porto de uma tentativa japonesa de bloquear sua entrada. Foi rebocado para dentro do porto e seus reparos começaram imediatamente. Uma ensacadeira precisou ser construída ao seu redor porque não haviam docas disponíveis, com os reparos terminando em 3 de junho. A embarcação partiu em 23 de junho junto com o resto da esquadra em uma tentativa fracassada de alcançar Vladivostok. O contra-almirante Wilgelm Vitgeft decidiu voltar para Porto Artur depois de avistar a frota japonesa pouco antes do pôr do sol, pois não queriam enfrentar os numericamente superiores japoneses em uma batalha noturna.
Dois canhões de 152 milímetros, dois canhões de 47 milímetros e seis canhões de 37 milímetros foram desembarcados do Retvizan e usados para fortalecer as defesas portuárias. O navio foi atingido em 9 de agosto por sete projéteis de 120 milímetros disparados de um canhão de cerco japonês com vista limitada para o porto. Schensnovich foi levemente ferido, uma barca adjacente ao couraçado foi afundada e ele perfurado abaixo da linha de flutuação. Aproximadamente quatrocentas toneladas de água entraram no Retvizan e ele ficou com um adernamento de um grau, algo corrigido por contra-inundações. Os buracos foram rapidamente tapados, porém a água não foi bombeada para fora e o navio partiu logo no dia seguinte com o resto da esquadra para mais uma tentativa de alcançar Vladivostok, o que resultou na Batalha do Mar Amarelo.

#### Mar Amarelo
A batalha começou com um duelo de artilharia a longa distância entre as duas frotas, durante o qual os russos levaram vantagem e acertaram os japoneses várias vezes, forçando-os a recuar temporariamente. A frota japonesa se aproximou de novo duas horas depois do início do confronto e começou a disparar novamente às 17h35. Um projétil acertou a torre de artilharia de vante do Retvizan aproximadamente quarenta minutos depois, matando um tripulante e ferindo outros seis. O impacto derrubou um projétil de 305 milímetros que estava sendo carregado, esmagando dois tripulantes e incendiando a lona que cobria a abertura dos canhões. Os tripulantes sobreviventes inundaram a torre por temerem que o fogo pudesse se espalhar, derrubando seu sistema elétrico. A tripulação conseguiu deixar a torre parcialmente operante depois de uma hora.

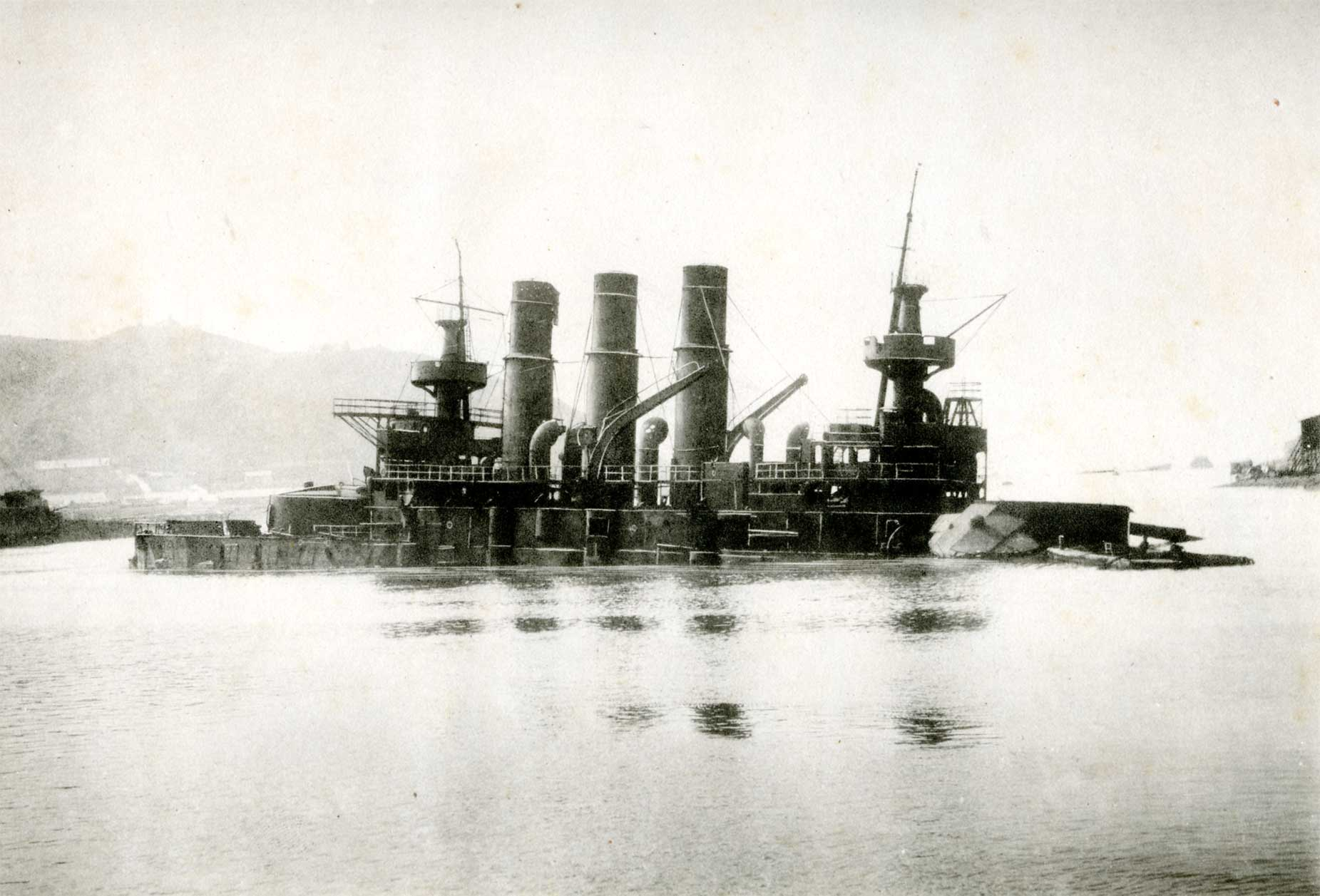
O Retvizan naufragado em Porto Artur

A capitânia russa Tsesarevich foi atingida aproximadamente às 18h40min por projéteis de 305 milímetros que mataram Vitgeft e outros oficiais. O navio ficou sem controle e desfez a formação russa. Os japoneses continuaram a disparar contra o Tsesarevich, assim o Retvizan avançou contra a linha de batalha inimiga em uma tentativa de desviar os disparos para longe da capitânia. Os japoneses imediatamente mudaram seu alvo para o Retvizan, disparando tantas vezes que foram incapazes de ajustar suas miras devido à quantidade de colunas d'água dos projéteis anteriores que englobavam o couraçado russo. Os couraçados japoneses estavam ficando sem munição e as armas de alguns de seus navios estavam incapacitadas, assim a batalha foi deixada para os cruzadores e contratorpedeiros. O Retvizan acabou encerrando o duelo entre os dois lados e salvou o Tsesarevich da destruição. O navio foi atingido dezoito vezes durante a batalha, com seis tripulantes mortos e 42 feridos, incluindo Schensnovich.
A esquadra retornou para Porto Artur, onde foi cercada. O Retvizan foi afundado em água rasa em 6 de dezembro depois de ser atingido por treze projéteis de 280 milímetros disparados por canhões do Exército Imperial Japonês, que tinha capturado um morro com vista para o porto. Schensnovich era o oficial naval mais graduado sobrevivente em Porto Artur e foi ele quem assinou a rendição da Marinha Imperial em 2 de janeiro de 1905.

### Serviço japonês

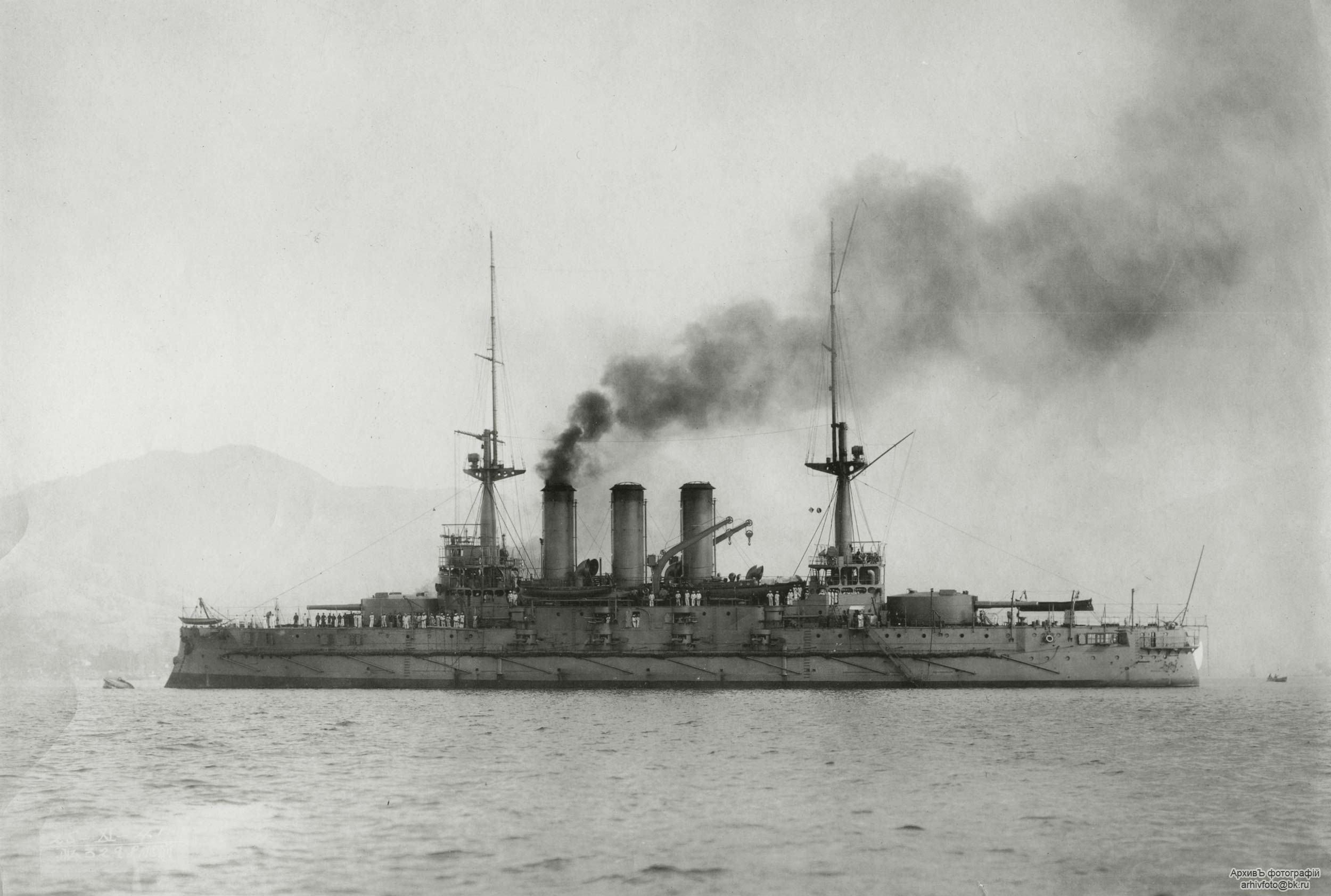
O Hizen c. 1908

O Retvizan foi reflutuado pelos japoneses em 22 de setembro de 1905 e renomeado para Hizen, em homenagem à antiga Província de Hizen. Ele deixou Porto Artur em 19 de novembro e chegou no Arsenal Naval de Sasebo no dia 27, com seus reparos durando até novembro de 1908. Suas gáveas foram removidas, suas armas menores substituídas por japonesas e suas caldeiras substituídas por novas caldeiras Miyabara. Os canos e culatras de seus canhões também foram substituídos por modelos japoneses, enquanto os quatro tubos de torpedo acima da linha de flutuação foram removidos. Sua tripulação passou a ser de 796 oficiais e marinheiros.
O Hizen foi designado em 1º de dezembro de 1909 para a 1ª Frota, passando por reformas em 1913. Foi enviado em outubro de 1914 para Esquimalt no Canadá depois do início da Primeira Guerra Mundial com o objetivo de reforçar a esquadra britânica no local. Seguiu no final do mês para Honolulu nos Estados Unidos a fim de vigiar o cruzador desprotegido alemão SMS Geier, que tinha chegado no local em 15 de outubro. O Hizen vigiou o porto junto com o cruzador blindado Asama até 8 de novembro, quando o Geier foi internado pelos norte-americanos. Depois disso os dois navios japoneses foram para o sul à procura da Esquadra do Sudeste Asiático alemã, mas nunca a encontraram. Foram chamados de volta para casa em fevereiro de 1915. O couraçado foi designado em 13 de dezembro para a 5ª Divisão da 3ª Frota, onde permaneceu até 10 de maio de 1917. O Hizen também serviu no Oceano Índico durante algum momento da guerra, provavelmente escoltando comboios de tropas.
O navio deu suporte para tropas japonesas durante a intervenção dos Aliados na Guerra Civil Russa em 1918, frequentemente ficando em Vladivostok como um navio de guarda. Foi reclassificado em 1º de setembro de 1921 como um navio de defesa de costa de 1ª classe, sendo desarmado em Sasebo em abril de 1922 de acordo com os termos do Tratado Naval de Washington. Foi removido do registro naval em 20 de novembro de 1923, sendo afundado como alvo de tiro no Canal de Bungo em 25 de julho de 1924.